# 朱日和站
朱日和站是一个集二铁路上的铁路车站，位于内蒙古自治区苏尼特右旗朱日和镇，建于1954年，目前为中国铁路呼和浩特局集团集宁车务段管辖的三等站，邮政编码为012516。目前客运：办理旅客乘降；行李、包裹托运；货运：办理整车货物发到；不办理罐装危险货物发到。每天有一对图定旅客列车（6857/8次）停靠该站，而前往乌兰巴托的国际列车（K3/4次列车、K23/24次列车和4652/4653、4654/4651次列车）也会在朱日和站停靠。
2017年初，驻呼和浩特铁路局军代处领导获悉，地方铁路部门将在4月中旬新开通包头至二连浩特的特快列车，但规划中的停靠站点不含朱日和站。朱日和地区有中国人民解放军陆军朱日和合同战术训练基地，不仅有驻当地部队，且跨区机动演习驻训部队多、转场十分频繁。驻呼和浩特铁路局军代处为此撰写了铁路运行需优先考虑军事需求的报告，同呼和浩特铁路局商讨方案。经沈阳联勤保障中心同呼和浩特铁路局协调，2017年5月起，T4203/4次特快列车开始经停朱日和站。后来在2017年12月底，T4202/4次特快列车又根据国防需要将赛乌苏站设为停靠站点。